# کلیو گلدسمیت

کلیو گلدسمیت در صحنه‌ای از فیلم هدیه.

کلیو گلدسمیت (فرانسوی: Clio Goldsmith‎؛ زادهٔ ۱۶ ژوئن ۱۹۵۷) بازیگر اهل فرانسه است. وی بین سال‌های ۱۹۸۰ تا ۱۹۸۶ میلادی فعالیت می‌کرد.
از فیلم‌ها یا برنامه‌های تلویزیونی که وی در آن نقش داشته‌است، می‌توان به هدیه، عسل، کریکت، و مادام کاملیا اشاره کرد.